# Rosemarie Mosbæk
Rosemarie Mosbæk (født 25. oktober 1996) er en dansk skuespillerinde.
Rosemarie Mosbæk er opvokset i København.
Hun debuterede med kortfilmen Renard Rouge fra 2017. Året efter, i 2018, får Mosbæk et større gennembrud med hovedrollen som "Asta" i TV-serien Doggystyle produceret til DR3. Hun blev i 2019 nomineret til en Robert for hovedrollen Asta i Doggystyle.

## Filmografi

### Film
| År   | Film         | Rolle      | Noter    |
| ---- | ------------ | ---------- | -------- |
| 2017 | Renard Rouge | Elsa Lucas | Kortfilm |
| 2018 | Næste Stop   | Astrid     | Kortfilm |
| 2019 | Clay         | Agnes      | Kortfilm |

### Tv-serier
| År        | Serie           | Rolle           | Noter       |
| --------- | --------------- | --------------- | ----------- |
| 2018–2022 | Doggystyle      | Asta            | DR3         |
| 2018      | Perfekte Steder | Sophie Marie    | TV2 Zulu    |
| 2020      | Sommerdahl      | Sara            | TV2         |
| 2020      | Grænseland      | Astrid          | DR          |
| 2022      | Fartblinda      | Louise Bonnesen | TV4/Sverige |